# Rijkswachtkazerne (Ekeren)
De voormalige Rijkswachtkazerne aan de Veltwijcklaan in de Belgische plaats Ekeren werd ontworpen door Théophile De Grooff.  Het gebouw, in neo-Vlaamse renaissance, dateert van 1887. In 1905 werd het uitgebreid met een rechthoekig gebouw en een geplaveide binnenplaats.
De achterbouw huisvest sinds 2011, na een grondige renovatie, een ontmoetingsplek voor jongeren, onthaalruimte, monitorenlokaal en knutselatelier.  In 2012 volgde de tweede fase van de renovatie.  In de voorbouw kwamen de bureauruimtes van de jeugddienst, een gespreksruimte, een fietsenstalling, vergaderruimtes, een computerklas, een knutselatelier en een speelzolder. Een nieuwbouw, ontworpen door Radar architecten, huisvest twee repetitieruimtes en het binnenplein werd heraangelegd;  Dit alles volgens een ontwerp van Radar architecten.  In oktober 2019 werd het jeugdcentrum, 't Velt, officieel in gebruik genomen.

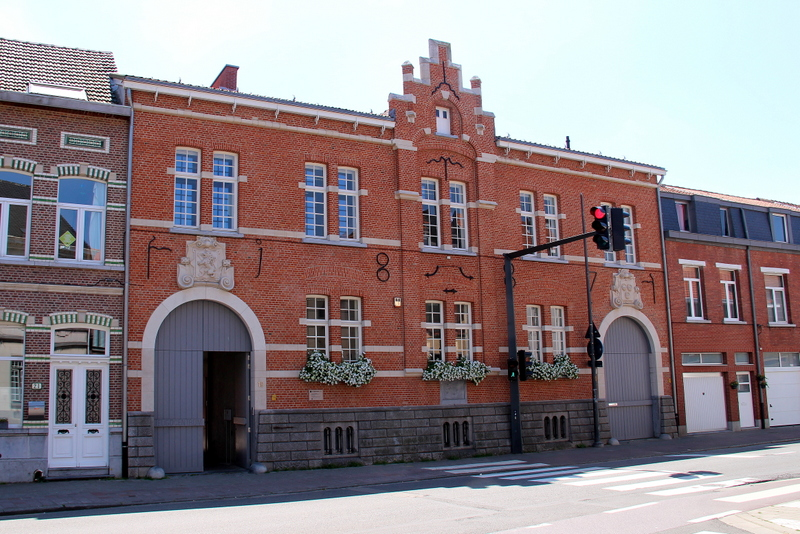
Voormalige Rijkswachtkazerne Veltwijcklaan 19